# 托克莫切區
6°24′45″S 79°21′40″W / 6.4124°S 79.3611°W
托克莫切區（西班牙語：Distrito de Tocmoche），是秘魯的一個區，位於該國北部卡哈馬卡大區的喬塔省，始建於1942年9月18日，面積222.4平方公里，海拔高度1,248米，2005年人口914，人口密度每平方公里4.1人。